# 프란코 셀바지
프란코 셀바지(이탈리아어: Franco Selvaggi ˈfraŋko selˈvaddʒi[*], 1953년 5월 15일, 바실리카타 주 포마리코 ~)는 이탈리아의 전 축구 선수이다. 마테라 도 포마리코 출신인 그는 주로 스트라이커로 할약했다.

## 클럽 경력
셀바지는 현역 시절(1972-1986)에 테르나나(1972-74), 로마(1973-74), 칼리아리(1979-82), 토리노(1982-84), 우디네세(1984-85), 그리고 인테르나치오날레(1985-86)에서 활약했고, 타란토(1974-75)에도 뛰었고, 삼베네데테세(1986-87)에서 은퇴했다.

## 국가대표팀 경력
셀바지는 1980년에 이탈리아 U-21 국가대표팀 경기에 2번 출전해 2골을 기록했다. 그는 이탈리아 성인 국가대표팀 일원으로 1981년에 3경기 출전했는데, 첫 출전 경기는 4월 19일에 열린 동독과의 안방 경기로 0-0으로 비겼다. 그는 1982년 월드컵을 우승한 엔초 베아르초트호의 일원이지만, 대회에서 한 경기도 출전하지 못했다.

## 경기 방식
작고, 빠르고, 역동적이며, 유동적이고, 근면한 중앙 공격수인 그는 상대 진영으로 공 없이 돌파하여 동료와 공격 전개 과정에서 단독으로 침투해 들어갔다. 그는 공을 잡아 골문까지 잘 끌고갔다.

## 은퇴와 감독 활동
현역 은퇴 후, 셀바지는 감독일을 시작했다.

## 수상

### 국가대표팀
이탈리아
- 월드컵: 1982

### 개인
- 체육 용기상 금메달: 1982[7]